# Olaf Zinke
Olaf Zinke, född den 9 oktober 1966 i Bad Muskau, Tyskland, är en tysk skridskoåkare.
Han tog OS-guld på herrarnas 1 000 meter i samband med de olympiska skridskotävlingarna 1992 i Albertville.